# Repton
Repton est un village et une paroisse civile du Derbyshire, en Angleterre. Il est situé dans la vallée de la Trent, près de la frontière du comté voisin de Staffordshire, à sept kilomètres environ au nord de la ville de Swadlincote. Administrativement, il relève du district du South Derbyshire. Au moment du recensement de 2011, il comptait 2 867 habitants.

## Histoire
À l'époque anglo-saxonne, Repton abritait une abbaye, ainsi que la nécropole des rois de Mercie. Les rois Æthelbald, Beornred, Wiglaf et Wigstan y sont inhumés. L'abbaye est abandonnée lors de l'invasion de la Grande Armée viking en 873-874. Par la suite, elle laisse place à l'actuelle église Saint-Wystan.
Au XIIe siècle, un prieuré (en) d'Augustins est fondé à Repton par la comtesse de Chester Maud de Gloucester. Il reste actif jusqu'à la Dissolution des monastères, en 1538.
Le village abrite également l'école privée de Repton School (en), dont Roald Dahl fut élève.